# 斯蒂克莱斯塔德战役
斯蒂克莱斯塔德战役（挪威語：Slaget på Stiklestad）是1030年卡纽特大帝的支持者和奥拉夫二世之间爆发的一场战役，战役发生于特隆赫姆北部小镇斯蒂克莱斯塔德，以奥拉夫二世阵亡结束。根据《盎格鲁撒克逊编年史》，奥拉夫是被自己人所杀。不来梅的亚当则说他死于伏击。据《挪威列王传》，奥拉夫是为托里尔·洪特所杀。1164年，教宗歷山三世封奥拉夫二世为圣人。